# Christina Ricci
Pour les articles homonymes, voir Ricci.
Christina Ricci [krɪˈstinə ˈriːtʃi] est une actrice américaine née le 12 février 1980 à Santa Monica (Californie).
Révélée à l'âge de onze ans par son rôle de Mercredi Addams dans la comédie horrifique La Famille Addams (1991), elle reprend son rôle pour la suite Les Valeurs de la famille Addams (1993) et reste dans un registre similaire avec le film Casper (1995) qui vise un jeune public.
Elle s'oriente ensuite vers des rôles plus mûrs, essentiellement dans le cinéma indépendant avec Ice Storm (1997), Buffalo '66 (1998), Sexe et autres complications (1998), ou encore Sleepy Hollow (1999). À partir des années 2000, elle fait des apparitions dans des séries télévisées à succès comme Ally McBeal et Grey's Anatomy avant d'obtenir un rôle régulier dans Pan Am (2011-2012), The Lizzie Borden Chronicles (2015) et Z : Là où tout commence (2015-2017).
Depuis 2021, elle est l'un des personnages principaux de la série télévisée Yellowjackets.
En 2022, elle retrouve l'univers de la famille Addams en jouant le rôle de Marilyn Thornhill dans la série Mercredi.
Christina Ricci a notamment été nommée aux Golden Globe Awards en 1999 pour son rôle dans Sexe et autres complications et aux Emmy Awards par deux fois, en 2006 et en 2022, pour ses rôles dans Grey's Anatomy et Yellowjackets.

## Biographie

### Jeunesse et révélation précoce (1980-1997)
Christina est le quatrième enfant de Ralph et Sarah Ricci. Ses frères et sa sœur se nomment Rafael (né en 1971), Dante (né en 1974) et Pia (née en 1976).
À l'âge de huit ans, elle est remarquée par un critique du journal Bergen Record alors qu'elle joue dans une pièce de théâtre, The Twelve Days of Christmas, dans son école, la Edgemonton School à Montclair dans le New Jersey. Désormais en contact avec le milieu du cinéma et de la télé, elle apparaît dans quelques publicités puis dans un épisode de l'éphémère série américaine H.E.L.P. en 1990 avant de faire ses débuts sur le grand écran la même année dans Les Deux Sirènes aux côtés de Cher, Michael Schoeffling, Bob Hoskins et Winona Ryder.
En 1991 et 1993, les succès au box-office de La Famille Addams et de sa suite Les Valeurs de la famille Addams, de Barry Sonnenfeld, lui apportent la célébrité. Elle y interprète Mercredi Addams, personnage sombre et bizarre qui lui colle longtemps à la peau.
La jeune actrice enchaîne des films destinés avant tout à un jeune public, tels que Casper de Brad Silberling, Souvenirs d'un été qui a été décrit comme une version féminine de Stand by Me de Rob Reiner, Gold Diggers: The Secret of Bear Mountain, un film avec une romance pour adolescents, ou Le Nouvel Espion aux pattes de velours, remake de L'Espion aux pattes de velours des studios Disney, qui connaissent des fortunes diverses au box-office.

### Cinéma indépendant (1997-1999)
À l'âge de dix-sept ans, Christina se tourne vers le cinéma d'auteur et obtient des rôles plus matures, notamment dans Ice Storm d'Ang Lee ou Buffalo '66 de Vincent Gallo, des choix artistiques appréciés par les critiques et qui lui valent très vite le surnom de « Indy Queen » (« la reine du cinéma indépendant »).
L'année 1998 est particulièrement prolifique pour la jeune actrice qui se retrouve à l'affiche de huit films dont Sexe et autres complications qui lui vaut d'être nommée au Golden Globe de la meilleure actrice dans un film musical ou une comédie en 1999.
Tout en restant fidèle au cinéma indépendant, elle tourne dans des films orientés vers un plus large public, ainsi Sleepy Hollow - La légende du cavalier sans tête, aux côtés de Johnny Depp avec qui elle avait déjà joué dans Las Vegas Parano, et qu'elle retrouve dans Les Larmes d'un homme sorti en 2000.

### Production et séries télévisées (années 2000)
À l'orée des années 2000, Christina Ricci ajoute une corde à son arc en se lançant dans la production de films avec la compagnie Blaspheme Films qu'elle a créée trois ans plus tôt. Elle produit ou coproduit ainsi Prozac Nation et Pumpkin, films dans lesquels elle joue également.

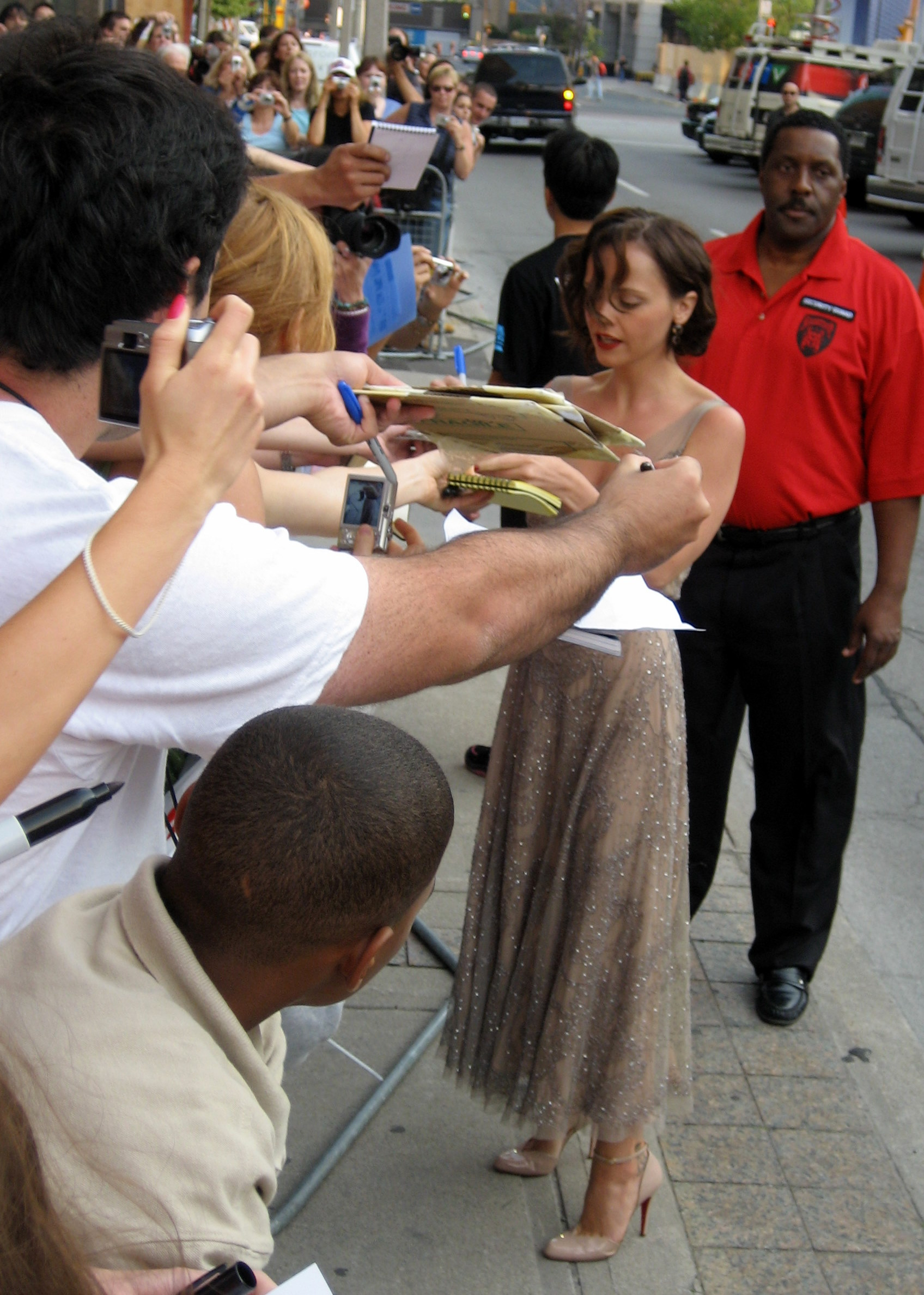
L'actrice au Festival international du film de Toronto 2006 pour Pénélope.

Elle apparaît dans les séries télévisées Malcolm et Ally McBeal où elle interprète Liza Bump, un personnage récurrent dans les sept derniers épisodes de l'ultime saison de la série. Suivent Joey puis Grey's Anatomy. Elle obtient une nomination aux Emmy Awards pour son rôle le temps de deux épisodes dans cette dernière. Elle joue dans le téléfilm Le Projet Laramie, diffusé en 2002, qui évoque l'assassinat homophobe de Matthew Shepard.
Côté cinéma, elle tourne sous la direction de Woody Allen dans Anything Else: La Vie et tout le reste puis dans Monster où elle partage l'affiche avec Charlize Theron laquelle remporte l'Oscar de la meilleure actrice en 2004. Suivent notamment Pénélope en 2006 et Black Snake Moan sorti la même année et dans lequel elle donne la réplique à Samuel L. Jackson, puis Speed Racer en 2008, blockbuster de Lilly et Lana Wachowski qui ne remporte pas le succès escompté.
Elle apparaît dans New York, I Love You, suite de Paris, je t'aime. Il s'agit d'un film à sketches, Christina joue dans le segment dirigé par Shunji Iwai. Elle est ensuite à l'affiche de After.Life d'Agnieszka Wojtowicz-Vosloo, aux côtés de Liam Neeson en 2009. La même année elle retrouve le petit écran avec la série télévisée Saving Grace où elle est présente dans trois épisodes.

### Diversification artistique (années 2010)
En 2010, Christina Ricci prête sa voix pour le film d'animation Alpha et Oméga. Le 23 septembre 2010, elle est sur les planches à Broadway, dans la pièce de théâtre Time Stands Still, écrite par Donald Margulies. La pièce se joue jusqu'au 30 janvier 2011.
En 2011, elle fait partie de la distribution de la comédie Bucky Larson : Super star du X qui est éreintée par la critique, puis elle s'investit dans une nouvelle série télé produite par ABC, Pan Am, où elle joue l'un des rôles principaux, celui de Maggie Ryan, une hôtesse de l'air dans les années 1960. La diffusion aux États-Unis débute le 25 septembre 2011. Malgré un très bon démarrage, l'audience ne cesse ensuite de baisser. La série est annulée à l'issue de la première saison, malgré le succès rencontré à l'étranger.
Christina Ricci est présente, avec Robert Pattinson, Uma Thurman et Kristin Scott Thomas dans l'adaptation du roman de Guy de Maupassant Bel-Ami réalisée par Declan Donnellan qui sort sur les écrans en 2012 sans convaincre les critiques ni le public.
À partir du 4 avril 2012, et jusqu'au 20 mai 2012, l'actrice joue dans une pièce de théâtre Off-Broadway, au Classic Stage Company à New York, dans Le songe d'une nuit d'été mis en scène par Tony Speciale où elle tient le rôle de Hermia.
Après avoir tourné en Australie le film Around the Block écrit et réalisé par Sarah Spillane, doublé le personnage de Vexy dans Les Schtroumpfs 2 puis rejoint Sharon Stone, Susan Sarandon, Andie MacDowell dans le casting de Mothers and Daughters, elle apparaît dans un épisode de la série The Good Wife.
En 2014, dans un téléfilm produit par Lifetime, Lizzie Borden a-t-elle tué ses parents ?, elle incarne Lizzie Borden, jeune femme qui fut soupçonnée du double meurtre à la hache de son père et de sa belle-mère. Elle reprend ce rôle dans une mini-série de huit épisodes, The Lizzie Borden Chronicles, que décide de produire la chaîne après le succès du téléfilm et est diffusée du 5 avril au 24 mai 2015.
C'est Zelda Fitzgerald qu'elle incarne ensuite dans la série biopic Z : Là où tout commence dont le pilote est diffusé le 5 novembre 2015 sur la plateforme de VOD Amazon Video. La première saison est disponible sur la plateforme à compter du 27 janvier 2017. Alors que la série avait été renouvelée pour une deuxième saison, Amazon change d'avis et décide de l'annuler.

### Nouveaux succès (années 2020)
En 2020, elle donne la réplique à Christopher Walken dans Percy, film biographique sur Percy Schmeiser, agriculteur canadien opposant aux OGM, qui obtient de très bonnes critiques.
En 2021, elle est à l'affiche de Matrix Resurrections, quatrième volet de la saga Matrix.
La même année, elle fait partie de la distribution de série télévisée Yellowjackets, obtenant une nomination pour le Primetime Emmy Award de la meilleure actrice dans un second rôle dans une série télévisée dramatique. En 2022, elle retrouve l'univers de la famille Addams dans la série télévisée Mercredi avec Jenna Ortega dans le rôle titre. Elle y incarne Marilyn Thornhill, une professeure de botanique.
Les deux séries sont bien reçues par la critique et sont des succès d'audience,.

## Image publique
Christina Ricci a souvent interprété des personnages sombres et torturés et peu joué dans des comédies. Privilégiant les rôles dramatiques, elle confie à la presse qu’elle rêverait de jouer une « psycho killer ». Ajoutant à cela des déclarations chocs sur ses anciens problèmes d’anorexie, elle est perçue la plupart du temps par les journalistes et le grand public comme « la fille bizarre d’Hollywood ». Christina déclare cependant dans une interview qu’auprès des gens d'Hollywood, elle a une image d’actrice sérieuse plutôt que bizarre à cause de ses nombreux rôles dramatiques. Elle exprime le désir de faire évoluer cette image, ce qui se vérifie avec des rôles comme dans Pénélope et Speed Racer, où elle interprète des personnages plus positifs et moins tragiques. Par ailleurs, dans le film Thirteen, réalisé en 2002, Tracy, l'héroïne, treize ans, l'adule. Une photo d'elle apparaît sur les murs des chambres de Tracy et d'Evie et l'actrice a des remerciements spéciaux dans le générique de fin.

## Vie privée

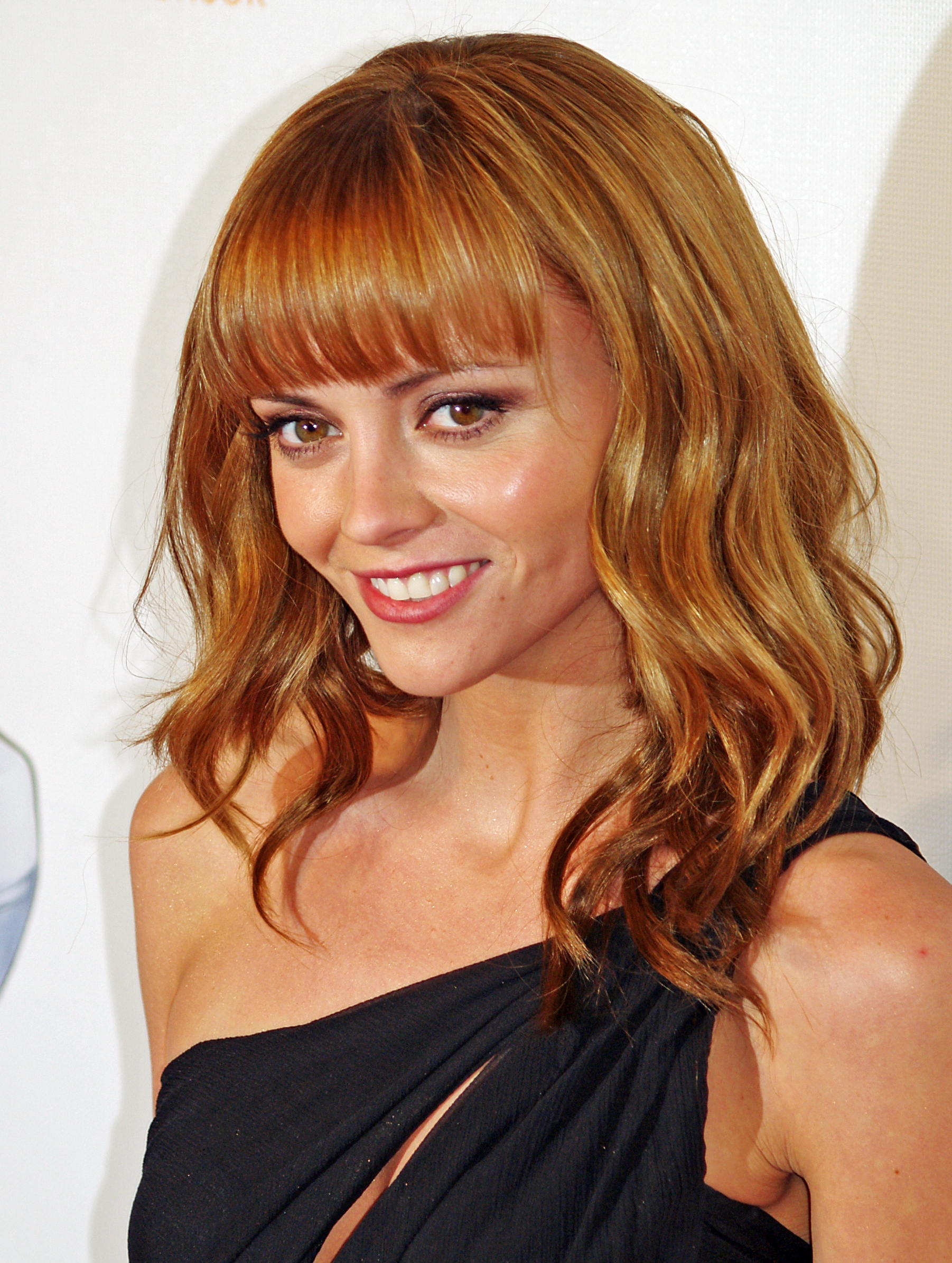
Christina Ricci, 2008.

En novembre 2006, Christina Ricci est épinglée par l'association de défense des droits des animaux PETA pour avoir porté de la fourrure. Le mois suivant, l'actrice s'excusait et promettait de ne plus en porter à l'avenir.
Depuis avril 2007, elle est la porte-parole nationale de l'association d'aide et de soutien aux victimes de viol RAINN (Rape, Abuse and Incest National Network), dont la première porte-parole était Tori Amos.
Elle s'implique également dans des campagnes de prévention et de lutte contre le cancer avec l'association américaine Stand Up to Cancer[réf. nécessaire].
En 2007, elle a une brève relation avec Chris Evans dont leur seule apparition publique sera sur le tapis rouge du Met Gala 2007.
Elle a été fiancée à l'acteur américain Owen Benjamin (vu dans le film Super blonde et avec qui elle joue dans All's Faire in Love), entre 2008 et 2009.
En février 2013, la comédienne annonce être fiancée à James Heerdegen, machiniste rencontré sur le tournage de la série Pan Am en 2011, qu'elle épouse le 26 octobre 2013. En mai 2014, il est annoncé que le couple attend son premier enfant. Elle accouche d'un garçon prénommé Frederick "Freddie" né en août 2014.
Dès 2013, James se révélera violent et lui fera vivre un enfer. Elle divorce en avril 2021 pour se remarier en octobre de la même année avec le coiffeur Mark Hampton. En décembre 2021, le couple annonce la naissance de Cleopatra.

## Filmographie
Sauf indication contraire, les informations mentionnées dans cette section peuvent être confirmées par la base de données cinématographiques IMDb,  présente dans la section « Liens externes ».

### Cinéma

#### Longs métrages
- 1990 : Les Deux Sirènes (Mermaids) de Richard Benjamin : Kate Flax
- 1991 : La Manière forte (The Hard Way) de John Badham : Bonnie
- 1991 : La Famille Addams (The Addams Family) de Barry Sonnenfeld : Mercredi Addams (Wednesday Addams)
- 1993 : Les Veuves joyeuses (The Cemetery Club) de Bill Duke : Jessica
- 1993 : Les Valeurs de la famille Addams (Addams Family Values) de Barry Sonnenfeld : Mercredi Addams (Wednesday Addams)
- 1995 : Casper de Brad Silberling : Kathleen 'Kat' Harvey
- 1995 : Souvenirs d'un été (Now and Then) de Lesli Linka Glatter : Roberta
- 1995 : Le Secret de Bear Mountain (Gold Diggers: The Secret of Bear Mountain de Kevin James Dobson : Beth Easton
- 1996 : Bastard Out of Carolina d'Anjelica Huston : Dee Dee
- 1996 : The Last of the High Kings (en) de David Keating : Erin
- 1997 : Le Nouvel Espion aux pattes de velours (That Darn Cat) de Bob Spiers : Patti
- 1997 : Ice Storm de Ang Lee : Wendy Hood
- 1998 : Sexe et autres complications (The Opposite of Sex) de Don Roos : Dede Truitt
- 1998 : Buffalo '66 de Vincent Gallo : Layla
- 1998 : Las Vegas Parano de Terry Gilliam : Lucy
- 1998 : Small Soldiers de Joe Dante : Gwendy Doll (animation, voix originale)
- 1998 : Pecker de John Waters : Shelley
- 1998 : I Woke Up Early the Day I Died de Aris Iliopulos : la jeune prostituée
- 1998 : Desert Blue de Morgan J. Freeman : Ely Jackson
- 1999 : 200 Cigarettes de Risa Bramon Garcia : Val
- 1999 : No Vacancy de Marius Balchunas : Lillian
- 1999 : Sleepy Hollow de Tim Burton : Katrina Van Tassel
- 2000 : L'Élue (Bless the Child) de Chuck Russell : Cheri
- 2000 : Les Larmes d'un homme / L'Homme qui pleurait (The Man Who Cried) de Sally Potter : Suzie
- 2001 : All Over the Guy de Julie Davis (en) : Rayna Wyckoff
- 2001 : Prozac Nation de Erik Skjoldbjærg : Elizabeth - également co-productrice
- 2002 : Pumpkin de Adam Larson Broder et Anthony Abrams : Carolyn McDuffy - également productrice du film
- 2002 : Miranda de Marc Munden : Miranda
- 2003 : Les Témoins (The Gathering) de Brian Gilbert : Cassie Grant
- 2003 : Anything Else de Woody Allen : Amanda
- 2003 : Monster de Patty Jenkins : Selby
- 2005 : Cursed de Wes Craven : Ellie
- 2005 : I Love Your Work de Adam Goldberg : Shana
- 2006 : Penelope de Mark Palansky : Penelope Wilhern
- 2006 : Black Snake Moan de Craig Brewer : Rae
- 2006 : Les Soldats du désert / Le Retour des braves (Home of the Brave) de Irwin Winkler : Sarah Schivino
- 2008 : Speed Racer des Wachowski : Trixie
- 2008 : New York, I Love You de multiples réalisateurs : Camille
- 2009 : All's Faire in Love (en) de Scott Marshall : Kate
- 2009 : After.Life de Agnieszka Wojtowicz-Vosloo (en) : Anna Taylor
- 2010 : Alpha & Omega de Chris Bacon : Lilly (voix originale)
- 2011 : Bucky Larson : Super star du X (Bucky Larson: Born to Be a Star) de Tom Brady : Kathy McGee
- 2012 : Bel-Ami de Declan Donnellan et Nick Ormerod : Clotilde de Marelle
- 2012 : War Flowers (en) de Serge Rodnunsky (en) : Sarabeth Ellis
- 2013 : Les Schtroumpfs 2 (The Smurfs 2) de Raja Gosnell : Vexy (animation, voix originale)
- 2013 : Around the Block de Sarah Spillane : Dino Chalmers
- 2014 : The Hero of Color City (en) de Frank Gladstone : Yellow (animation, voix originale)
- 2016 : Mothers and Daughters (en) de Paul Duddridge (en) : Rebecca
- 2017 : Teen Titans: The Judas Contract de Sam Liu : Tara Markov / Terra (animation, voix originale)
- 2018 : Sous haute surveillance (en) (Distorted) de Rob W. King : Lauren Curran
- 2020 : 10 Things We Should Do Before We Break Up de Galt Niederhoffer : Abigail
- 2020 : Percy de Clark Johnson : Rebecca Salcau
- 2020 : Faraway Eyes de Harry Greenberger : Scarlet
- 2021 : Matrix Resurrections de Lana Wachowski : Gwyn de Vere
- 2022 : Monstrous de Chris Sivertson : Laura
- 2025 : Guns Up d'Edward Drake : Alice Hayes

#### Courts métrages
- 1997 : Le Petit Chaperon rouge (Little Red Riding Hood) de David Kaplan : le petit chaperon rouge
- 2011 : California Romanza de Eva Mendes : Lena
- 2019 : The Cold Open de Joel Gallen (en) : Christina Ricci
- 2020 : Abracashoes de Nicolangelo Gelormini : l'illusionniste

### Télévision

#### Téléfilms
- 2002 : Le Projet Laramie (The Laramie Project) de Moisés Kaufman : Romaine Patterson
- 2014 : Lizzie Borden a-t-elle tué ses parents ? (Lizzie Borden Took an Ax) de Nick Gomez : Lizzie Borden
- 2019 : Escaping the Madhouse: The Nellie Bly Story de Karen Moncrieff : Nellie

#### Séries télévisées
- 1990 : H.E.L.P. (en) : Olivia (saison 1, épisode 2)
- 1996 : Les Simpson (The Simpsons) : Erin (animation, voix originale - saison 7, épisode 25)
- 2002 : Malcolm (Malcolm in the Middle) : Kelly (saison 3, épisode 11)
- 2002 : Ally McBeal : Liza Bump (7 épisodes[37])
- 2005 : Joey : Mary Teresa (saison 1, épisode 19)
- 2006 : Grey's Anatomy : Hannah Davies (2 épisodes)
- 2009 : Saving Grace : officière Abby Charles (3 épisodes)
- 2011 : Projet haute couture (Project Runway) : elle-même / juge invitée (saison 9, épisode 1)
- 2011-2012 : Pan Am : Maggie Ryan (rôle principal, 14 épisodes)
- 2012 : The Good Wife : Therese Dodd (saison 4, épisode 7)
- 2015 : The Lizzie Borden Chronicles : Lizzie Borden (rôle principal, 8 épisodes) - également productrice exécutive
- 2015-2017 : Z : Là où tout commence (Z: The Beginning of Everything) : Zelda Sayre Fitzgerald (rôle principal, 10 épisodes) - également productrice exécutive
- 2020 : 50 States of Fright (en) : Bitsy (saison 2, 1 épisode en trois parties)
- 2021 : Cinema Toast : (voix, 1 épisode)
- 2021 : Rick et Morty (Rick and Morty) : Princesse Ponietta (animation, voix originale - saison 5, épisode 4)
- depuis 2021 : Yellowjackets : Misty (rôle principal, 19 épisodes)
- depuis 2022 : Mercredi (Wednesday) d'Alfred Gough et Miles Millar : Marilyn Thornhill (série télévisée, 8 épisodes)
- depuis 2024 : Batman, le justicier masqué : Selina Kyle / Catwoman (voix originale)

## Voix francophones
En France, Alexandra Garijo et Marie-Eugénie Maréchal sont les voix régulières de Christina Ricci, l’ayant respectivement doublée à dix et neuf reprises. Sylvie Jacob l'a doublée à trois occasions.
En France
| - Alexandra Garijo dans : - Les Deux Sirènes - Casper - Sexe et autres complications - Le Nouvel Espion aux pattes de velours - Miranda - Malcolm (série télévisée) - Ally McBeal (série télévisée) - Saving Grace (série télévisée) - Grey's Anatomy (série télévisée) - Lizzie Borden a-t-elle tué ses parents ? (téléfilm) - Marie-Eugénie Maréchal dans : - Pecker - Buffalo '66 - Les Témoins - Black Snake Moan - Les Soldats du désert - Alpha et Oméga (voix) - Z : Là où tout commence (série télévisée) - Yellowjackets (série télévisée) - Mercredi (série télévisée) - Batman, le justicier masqué (voix) - Sylvie Jacob dans : - Anything Else - Monster - Joey (série télévisée) | - Céline Mauge dans : - Le Projet Laramie (téléfilm) - Speed Racer - Edwige Lemoine dans : - L'Élue - Bucky Larson : Super star du X - Alice Ley (Belgique) dans : - The Lizzie Borden Chronicles (série télévisée) - Sous haute surveillance Et aussi - Sauvane Delanoë dans La Famille Addams - Kelly Marot dans La Manière forte - Claire Guyot dans Les Valeurs de la famille Addams - Myriam Blanckaert dans Las Vegas Parano - Sandrine Alexi dans Small Soldiers (voix) - Barbara Tissier dans Sleepy Hollow - Laëtitia Godès dans Cursed - Mélanie Laurent dans Pénélope - Lisa Martino dans Bel-Ami - Caroline Darchen dans Pan Am (série télévisée) - Isabelle Carré dans Les Schtroumpfs 2 (voix) |

## Théâtre
- 2010-2011 : Time Stands Still de Donald Margulies, mise en scène par Daniel Sullivan, Cort Theatre (Broadway, New York)
- 2012 : Le Songe d'une nuit d'été de William Shakespeare, mise en scène par Tony Speciale, Classic Stage Company (New York)

## Distinctions
Sauf indication contraire ou complémentaire, les informations mentionnées dans cette section proviennent de la base de données IMDb

### Récompenses
- Young Artist Awards 1991 : Meilleur second rôle féminin dans un film pour Les Deux Sirènes
- Fangoria Chainsaw Awards 1992 : Meilleur second rôle féminin pour La Famille Addams
- ShoWest Convention 1995 : Star de l'année.
- Saturn Awards 1996 : Meilleure jeune actrice pour Casper
- SESC Film Festival 1997 : Meilleure actrice étrangère pour Sexe et autres complications
- Festival international du film de Seattle 1998 : Meilleure actrice pour Buffalo '66 et pour Sexe et autres complications
- National Board of Review Awards 1998 : Meilleure actrice dans un second rôle pour Sexe et autres complications, pour Buffalo '66 et pour Pecker
- YoungStar Awards 1998 : Meilleure jeune actrice dans une comédie pour Sexe et autres complications
- Satellite Awards 1999 : Meilleure actrice dans un film musical ou une comédie pour Sexe et autres complications
- Florida Film Critics Circle Awards 1999 : Meilleure actrice dans un second rôle pour Buffalo '66, Sexe et autres complications et pour Pecker
- Online Film and Television Awards 1999 : Meilleure actrice dans une comédie ou un film musical pour Sexe et autres complications
- Saturn Awards 2000 : Meilleure actrice pour Sleepy Hollow - La Légende du cavalier sans tête
- B-Movie Awards 2000 : Meilleur caméo pour I Woke Up Early the Day I Died
- Blockbuster Entertainment Awards 2000 : Actrice préférée dans un film d'horreur pour Sleepy Hollow
- Blockbuster Entertainment Awards 2001 : Second rôle féminin préféré dans un film à suspense pour L'Élue
- Young Hollywood Awards 2001 : Lauréate du Prix du jeune vétéran le plus hot et le plus cool.
- CineVegas International Film Festival 2006 : Lauréate du Prix Half-Life.
- Festival du film de Giffoni 2009 : Lauréate du Prix Giffoni.
- New Jersey Horror Con and Film Festival 2019 : Lauréate du Prix Icon.
- Women's Image Network Awards 2020 : Meilleur téléfilm / Mini-série pour Escaping the Madhouse: The Nellie Bly Story partagée avec Jonathan Baruch, Juliette Hagopian, Tommy King, David Sigal, Michael Tive et Howard Braunstein.

### Nominations
- Chicago Film Critics Association Awards 1992 : Actrice la plus prometteuse pour La Famille Addams
- Saturn Awards 1993 : Meilleure jeune actrice pour La Famille Addams
- Young Artist Awards 1993 : Meilleure actrice dans un film pour La Famille Addams
- Saturn Awards 1994 : Meilleure jeune actrice pour Les Valeurs de la famille Addams
- Young Artist Awards 1996 : Meilleure actrice dans un film pour Casper
- Young Artist Awards 1996 : Meilleure distribution dans un film ou une vidéo pour Souvenirs d'un été (partagée avec Thora Birch, Gaby Hoffmann et Ashleigh Aston Moore)
- Online Film and Television Awards 1997 : Meilleure actrice dans un second rôle dans un film ou une mini série pour Bastard Out of Carolina
- Toronto Film Critics Association Awards 1998 : Meilleure actrice pour Sexe et autres complications
- Online Film and Television Awards 1998 : Meilleure actrice dans un second rôle pour Ice Storm
- Young Artist Awards 1998 : Meilleure actrice dans un film pour Le Nouvel Espion aux pattes de velours
- Young Artist Awards 1998 : Meilleure actrice dans un second rôle dans un film pour Ice Storm
- YoungStar Awards 1998 : Meilleure jeune actrice dans un drame pour Ice Storm
- Kids' Choice Awards 1998 : Actrice de cinéma préférée pour Le Nouvel Espion aux pattes de velours
- Chlotrudis Awards 1998 : Meilleure actrice dans un second rôle pour Ice Storm
- Chlotrudis Awards 1999 : Meilleure actrice pour Sexe et autres complications et Buffalo '66
- American Comedy Awards 1999 : Actrice la plus drôle pour Sexe et autres complications
- Golden Globe Awards 1999 : Meilleure actrice dans un film musical ou une comédie pour Sexe et autres complications
- Film Independent's Spirit Awards 1999 : Meilleure actrice pour Sexe et autres complications
- Online Film and Television Awards 1999 : Meilleure actrice pour Sexe et autres complications
- Young Artist Awards 2000 : Meilleure actrice dans un film pour Sleepy Hollow - La Légende du cavalier sans tête
- Teen Choice Awards 2000 : Meilleure actrice dans un film pour Sleepy Hollow - La Légende du cavalier sans tête
- Teen Choice Awards 2002 : Meilleure actrice dans une comédie pour Pumpkin
- MTV Movie Awards 2004 : Meilleur baiser (avec Charlize Theron) pour Monster
- Las Vegas Film Critics Society Awards 2004 : Meilleure actrice dans un second rôles pour Monster
- Emmy Awards 2006 : Meilleure actrice invitée dans une série dramatique pour Grey's Anatomy
- Online Film and Television Awards 2006 : Meilleure actrice invitée dans une série dramatique pour Grey's Anatomy
- Golden Schmoes 2007 : 
  - Meilleure actrice pour Black Snake Moan
  - Actrice la plus sexy pour Black Snake Moan
- Teen Choice Awards 2008 : Meilleure actrice dans un film d'action/aventure pour Speed Racer
- Screen Actors Guild Awards 2016 : Meilleure actrice dans une mini-série ou un téléfilm pour The Lizzie Borden Chronicles
- Women's Image Network Awards 2020 : Meilleure actrice dans une mini-série ou un téléfilm pour Escaping the Madhouse: The Nellie Bly Story
- Emmy Awards 2022 : Meilleure actrice dans un second rôle dans une série télévisée dramatique pour Yellowjackets
- Golden Globes 2024 : Meilleure actrice dans un second rôle dans une série, une mini-série ou un téléfilm pour Yellowjackets

## Contributions diverses
Clips musicaux
- The Shoop Shoop Song (It's in His Kiss) de Cher (chanson du film Les Deux Sirènes ) - 1990
- Addam's Groove de MC Hammer (chanson du film La Famille Addams ) - 1991
- Addams Family ( Whoomp! ) de Tag Team (chanson du film Les Valeurs de la famille Addams ) - 1993
- Natural Blues de Moby - 2000
- Teach Me How to Dream de Delleile Ankrah - 2012
- Demons de Doja Cat - 2023

Documentaire
Christina Ricci apparaît, avec de nombreux autres artistes, dans le documentaire The Fearless Freaks de Bradley Beesley consacré au groupe de rock américain The Flaming Lips
Téléréalité
- Projet haute couture (Project Runway) - Saison 9, épisode 1 : invitée en tant que membre du jury - 2011

Publicités
- Publicités filmées

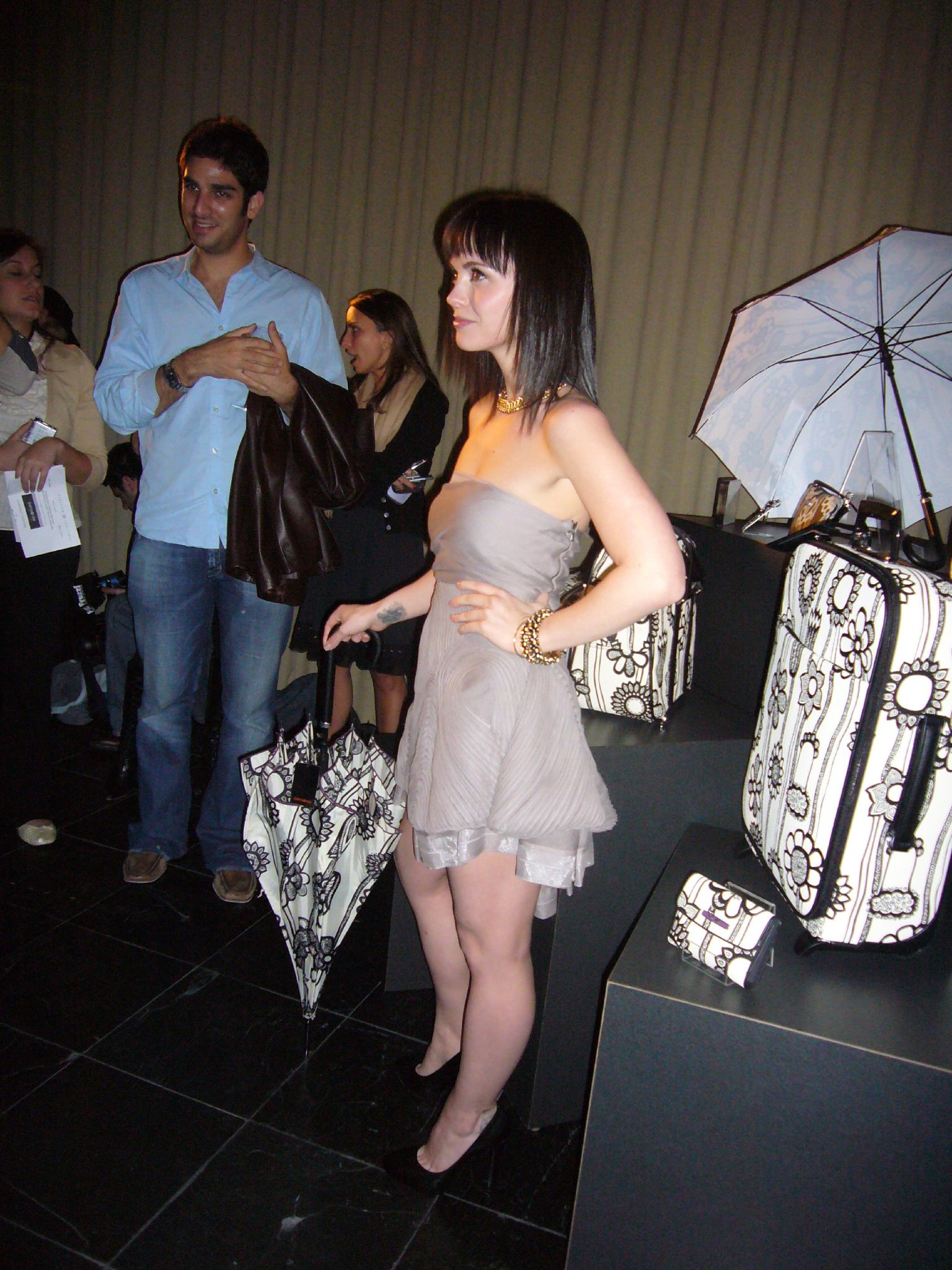
Christina Ricci présentant la nouvelle collection Samsonite en 2007

  - Céréales Count Chocula et Franken Berry - 1989/1990
  - Les vêtements Gap, avec Dennis Hopper. Spot Two White Shirts réalisé par les frères Coen - 2002
  - DKNY, spot Four Play réalisé par Jake Sumner, fils de Sting, et diffusé uniquement sur internet - 2009
- Publicités sur photos
  - Louis Vuitton - saison automne/hiver 2004. Défile pour la marque à l'automne 2005.
  - Reebok - 2005
  - Samsonite - 2007
  - Condé Nast - 2008

Chansons
- Christina pose sa voix sur le titre Hell Yes de Beck figurant sur l'album Guero en 2005.
- Elle interprète la chanson This Little Light of Mine dans le film Black Snake Moan en 2007.

Livres audio
Narratrice de Gossip Girl et Gossip Girl: You know you love me de Cecily von Ziegesar
Jeux vidéo
- 2008 : La Légende de Spyro : Naissance d'un dragon : voix de Cynder
- 2008 : Speed Racer : voix de Trixie